# جیلین گیلبرت
جیلین گیلبرت (انگلیسی: Gillian Gilbert؛ زادهٔ ۲۷ ژانویهٔ ۱۹۶۱) یک موسیقی‌دان است.